# Gretchen Hirsch
Gretchen (Gertie) Hirsch (New York, 11 april 1979) is een Amerikaans retrofashionblogger, auteur en modeontwerper.
Zij startte onder haar roepnaam Gertie in 2009 de blog Blog For Better Sewing en haar carrière nam al snel een vlucht. Zij heeft inmiddels bijna 48.000 volgers op Instagram en bijna 31.000 volgers op Facebook en in september 2012 publiceerde ze haar eerste boek New Book for Better Sewing.

## Opleiding en carrière
Gretchen Hirsch groeide op in Hockessin, Delaware en doorliep Ursuline Academy in Wilmington. Daarna ging zij naar New York University, waar zij in 2000 afstudeerde. Ze werkte als kinderboekenredacteur bij verschillende grote uitgeverijen en startte, nadat ze weer begonnen was met naaien als een hobby, haar blog. Toen ze haar baan kwijtraakte, kwam haar freelance werk en daarmee haar blog in een stroomversnelling.
In september 2012 publiceerde ze haar eerste boek New Book for Better Sewing met daarin een uitgebreide beschrijving van oude couture technieken en een aantal op originele vintage patronen gebaseerde kledingpatronen. Daarna volgden nog drie boeken, waarvan twee in dezelfde opzet: een technisch gedeelte en een patronenverzameling.
Ook publiceerde Hirsch onder de naam Patterns by Gertie diverse kledingpatronen bij het patroonmerk Butterick van het grote Amerikaanse patronenconcern McCall's Pattern Company.
Bij de stoffenwinkelketens Jo-Ann Stores in de VS en Spotlight in Australië lanceerde ze haar eigen lijn van vintage-geïnspireerde stoffen.
Ze geeft naailessen bij verschillende winkels over de hele wereld, doceerde een workshop bij het creatieve e-learningplatform Craftsy.com en verscheen in het PBS-tv-programma It's Sew Easy.
Hirsch begon in 2017 met een zelfstandige lijn van retrokledingpatronen, Charm Patterns by Gertie. Gelijktijdig volgde een eigen e-learning- en videoplatform, Charm School.

## Inspiratie
Een van Hirsch's grootste inspiratiebronnen is Christian Dior en specifiek zijn New Look uit 1947. Ze refereert in haar boeken en op haar blog ook regelmatig aan Cristóbal Balenciaga.
Het maken van alle creaties uit het boek Vogue's New Book for Better Sewing (1950) was de aanleiding tot het schrijven van haar blog. Ze ontleende daaraan ook de naam van zowel haar blog als haar eerste boek.